# Grand Prix automobile de Saint-Marin 1992
GP précédent GP suivant
Le Grand Prix automobile de Saint-Marin 1992 (12º Gran Premio Iceberg di San Marino), disputé sur le circuit Enzo e Dino Ferrari à Imola, en Italie le 17 mai 1992 est la douzième édition du Grand Prix, la 521e épreuve du championnat du monde de Formule 1 courue depuis 1950 et la cinquième manche du championnat 1992.

## Classement
| Pos. | No | Pilote               | Écurie               | Tours | Temps/Abandon                      | Grille | Points |
| ---- | -- | -------------------- | -------------------- | ----- | ---------------------------------- | ------ | ------ |
| 1    | 5  | Nigel Mansell        | Williams-Renault     | 60    | 1 h 28 min 40 s 927 (204,596 km/h) | 1      | 10     |
| 2    | 6  | Riccardo Patrese     | Williams-Renault     | 60    | + 9 s 451                          | 2      | 6      |
| 3    | 1  | Ayrton Senna         | McLaren-Honda        | 60    | + 48 s 984                         | 3      | 4      |
| 4    | 20 | Martin Brundle       | Benetton-Ford        | 60    | + 53 s 007                         | 6      | 3      |
| 5    | 9  | Michele Alboreto     | Footwork-Mugen-Honda | 59    | + 1 tour                           | 9      | 2      |
| 6    | 22 | Pierluigi Martini    | BMS Dallara-Ferrari  | 59    | + 1 tour                           | 15     | 1      |
| 7    | 33 | Mauricio Gugelmin    | Jordan-Yamaha        | 58    | + 2 tours                          | 18     |        |
| 8    | 3  | Olivier Grouillard   | Tyrrell-Ilmor        | 58    | + 2 tours                          | 20     |        |
| 9    | 26 | Érik Comas           | Ligier-Renault       | 58    | + 2 tours                          | 13     |        |
| 10   | 10 | Aguri Suzuki         | Footwork-Mugen-Honda | 58    | + 2 tours                          | 11     |        |
| 11   | 21 | Jyrki Järvilehto     | BMS Dallara-Ferrari  | 57    | Surchauffe                         | 16     |        |
| 12   | 16 | Karl Wendlinger      | March-Ilmor          | 57    | + 3 tours                          | 12     |        |
| 13   | 17 | Paul Belmondo        | March-Ilmor          | 57    | + 3 tours                          | 24     |        |
| 14   | 4  | Andrea De Cesaris    | Tyrrell-Ilmor        | 55    | Pression d'essence                 | 14     |        |
| Abd. | 30 | Ukyo Katayama        | Venturi-Lamborghini  | 40    | Sortie de piste                    | 17     |        |
| Abd. | 27 | Jean Alesi           | Ferrari              | 39    | Collision                          | 7      |        |
| Abd. | 2  | Gerhard Berger       | McLaren-Honda        | 39    | Collision                          | 4      |        |
| Abd. | 29 | Bertrand Gachot      | Venturi-Lamborghini  | 32    | Sortie de piste                    | 19     |        |
| Abd. | 25 | Thierry Boutsen      | Ligier-Renault       | 29    | Panne électrique                   | 10     |        |
| Abd. | 32 | Stefano Modena       | Jordan-Yamaha        | 25    | Boîte de vitesses                  | 23     |        |
| Abd. | 24 | Gianni Morbidelli    | Minardi-Lamborghini  | 24    | Moteur                             | 21     |        |
| Abd. | 15 | Gabriele Tarquini    | Fondmetal-Ford       | 24    | Moteur                             | 22     |        |
| Abd. | 19 | Michael Schumacher   | Benetton-Ford        | 20    | Accident                           | 5      |        |
| Abd. | 28 | Ivan Capelli         | Ferrari              | 11    | Sortie de piste                    | 8      |        |
| Abd. | 23 | Christian Fittipaldi | Minardi-Lamborghini  | 8     | Transmission                       | 25     |        |
| Abd. | 12 | Johnny Herbert       | Lotus-Ford           | 8     | Boîte de vitesses                  | 26     |        |
| Nq.  | 11 | Mika Häkkinen        | Lotus-Ford           |       | Non qualifié                       |        |        |
| Nq.  | 14 | Andrea Chiesa        | Fondmetal-Ford       |       | Non qualifié                       |        |        |
| Nq.  | 8  | Damon Hill           | Brabham-Judd         |       | Non qualifié                       |        |        |
| Nq.  | 7  | Eric van de Poele    | Brabham-Judd         |       | Non qualifié                       |        |        |
| Npq. | 34 | Roberto Moreno       | Andrea Moda-Judd     |       | Non préqualifié                    |        |        |
| Npq. | 35 | Perry McCarthy       | Andrea Moda-Judd     |       | Non préqualifié                    |        |        |

## Pole position et record du tour
- Pole position : Nigel Mansell en 1 min 21 s 842 (vitesse moyenne : 221,695 km/h).
- Meilleur tour en course : Riccardo Patrese en 1 min 26 s 100 au 60e tour (vitesse moyenne : 210,732 km/h).

## Tours en tête
- Nigel Mansell : 60 (1-60)

## Statistiques
- 26e victoire pour Nigel Mansell.
- 56e victoire pour Williams en tant que constructeur.
- 36e victoire pour Renault en tant que motoriste.
- Unique non qualification de Mika Häkkinen.